# Cafelândia (São Paulo)
Cafelândia is een gemeente in de Braziliaanse deelstaat São Paulo. De gemeente telt 16.778 inwoners (schatting 2009).

## Aangrenzende gemeenten
De gemeente grenst aan Guaimbê, Guarantã, Júlio Mesquita, Lins, Novo Horizonte, Pongaí en Sabino.